# Abbaye de Harsefeld
L’abbaye de Harsefeld est une ancienne abbaye bénédictine à Harsefeld, dans le Land de Basse-Saxe et l'ancien archevêché de Brême.

## Histoire
L'abbaye naît d'une collégiale pour les prêtres, que Henri II de Harsefeld, comte de Stade, donne entre 1007 et 1010 pour expier un assassinat politique. Les fils du comte Luder-Udo (mort en 994 contre les Normands), Udo et Heinrich von Katlenburg, sont impliqués dans le meurtre de margrave Ekkehard de Misnie à Pöhlde le 30 avril 1002. Après la mort du jeune roi allemand et empereur romain Otton III, décédé jeune, le margrave réclamait le trône à l'élection royale de 1002 (de). Le roi alors élu et plus tard l'empereur Henri II épargne Udo et Heinrich, mais ils doivent remettre leur héritage de Harsefeld et des environs en signe de pénitence pour l'église. Avec le soutien du comte Henri II, appelé le Bon (de 976 à 1016), l'abbaye est fondée à Harsefeld. L'archevêque de Brême Libentius (de) consacre l'abbaye, pour 99 ans.
Oda de Werl (de) (1050-1110), belle-fille du duc Otton de Nordheim, épouse le comte Udo II (de). Oda veut convertir le stift en monastère afin d'éviter qu'il ne soit approprié par les archevêques de Brême. Vers 1100, les premiers moines viennent à Harsefeld avec leur abbé Herrand (de) de l'abbaye d'Ilsenburg, qui probablement apporte un mélange de coutumes de Gorze (de) et clunisiennes. La responsabilité des archevêques de Brême - en dehors de certaines fonctions de consécration - est supprimée et placée directement sous le pape bénédictin Pascal II. Pascal II donne au monastère une constitution qui lui garantit une grande liberté et permet la prospérité future. Cela lui donne le droit de choisir librement les abbés et les vogts, de sorte qu'il est déjà largement exempté à cette époque. Pour consacrer l'église du monastère en 1108, l'archevêque de Magdebourg Adalgod von Osterburg (de) se rend à Harsefeld. La plupart des bénédictins d'Ilsenburg retournent dans le Harz après cinq ans. L'abbaye de Harsefeld se lie principalement à des aristocrates de la région du Bas-Elbe (de). Le monastère bénéficie de généreuses donations. L'abbaye bénédictine fonde l'abbaye-fille Sainte-Marie de Stade (de) en 1147.
Les archevêques de Brême tentent à plusieurs reprises de restreindre les droits du monastère. Pendant le Grand Schisme d’Occident, l'antipape Victor IV accorde le contrôle du monastère à l'archevêque de Brême Hartwig (de), fils du comte de Stade Rodolphe. L'abbé Ado entre en conflit avec l'archevêque et probablement aussi une partie de l'abbaye et quitte le monastère. La décision de subordonner Harsefeld à Brême a été annulée par le duc de Saxe Henri en 1158, pour laquelle l'abbaye devient une base des Welf. De nouveaux conflits avec l'archevêque de Brême ont conduit à une transaction en 1221. L'archevêque Gérard II confirme les privilèges du monastère, mais en retour exige la responsabilité de l'élection du vogt. Le pape Alexandre IV confirme l'exemption de Harsefeld en 1260 sous toutes ses formes. L'archevêque de Brême Hildebold de Wunstorf (de) chasse Reinhold, l'abbé de 1257 à 1270, qui fuit à Brunswick ; l'archevêque détruit les biens du monastère. L'exil de l'abbé dure trois ans jusqu'à l'intervention du pape Urbain IV. L'abbaye souffre à plusieurs reprises des affrontements entre les Welfs et les archevêques de Brême.
Jusqu'à présent, on n'a pas suffisamment clarifié historiquement comment et quand les abbés de Harsefeld obtiennent le titre d'archiabbé (de). En tout cas, le titre est mentionné dans les documents du pape au XIVe siècle et légitimé par lui au plus tard. Gerlach Schulte (1375-1410) est le premier chef du monastère à porter le nom d'archiabbé. Par prévoyance, il augmente le capital du monastère, y compris par des baux dans l'Altes Land. En 1397, Gerlach Schulte gagne de l'influence en ayant des domaines dans la principauté archiépiscopale de Brême. L'antipape Jean XXIII transfère à Schulte la juridiction de cour peu de temps avant sa mort en 1410. De cette façon, l'abbé est également autorisé à libérer les gens de leurs actes graves s'ils ont accompli la pénitence qui leur était imposée.
Ses successeurs Johannes Schulte (1410–1440) et Johannes de Lu (1440–1462) sont également issus de la famille Schulte. Ces trois archiabbés apportent une contribution particulière à travers la nouvelle construction de l'église abbatiale et son aménagement d'œuvres d'art telles que les fonts baptismaux de 1454, conservés à ce jour. En général, à partir de la fin du XIVe siècle, l'archiabbé de Harsefeld atteint la position importante du premier prélat de l'archevêché de Brême. Ils sont présidents et porte-parole des domaines de l'État de Brême auprès de l'archevêque. Dans le même temps, afin de préserver l'exemption de leur abbaye, ils obéissent au pape. Cela cause des difficultés à l'archiabbé lorsque le pape Martin V abolit les privilèges d'exemption de ses prédécesseurs immédiats en 1418, l'archevêque de Brême considère que l'exemption de Harsefeld est terminée. En 1462, Mathias Grimmeke (1462-1482) est le premier archiabbé bourgeois, sans origine noble. Les conflits nés de sa double élection après sa mort sont rapidement résolus. La démission de l'archiabbé Detlev von Luneberg (mort en 1513) en 1508 ouvre la voie pour rejoindre la congrégation de Bursfelde, l'archevêque Jean Rode von Wale (de) subventionne, notamment avec l'espoir de réduire l'influence de l'abbaye. L'adhésion à la congrégation de Bursfelde est soutenue par Heinrich Dudenrath, moine de Huysburg (de), élu nouvel abbé (1508-1527).
Alors que les Allemands du Nord rejoignent la Réforme protestante, Harsefeld reste catholique. Afin d'obtenir un meilleur soutien de l'ordre bénédictin, l'archiabbé rejoint la congrégation de Bursfelde en 1510, mais reste exempté. Bientôt, le contact avec Bursfelde se distant et s'interrompt presque progressivement, mais pas complètement, en raison de la conversion au protestantisme progressive des environs. Le monastère existe jusqu'en 1648, mais pendant la guerre de Trente Ans, il doit survivre à des moments difficiles jusqu'à ce qu'il soit en grande partie détruit. Le plus grand destructeur est le chevalier mecklembourgeois Joachim Pentz de Gadebusch. Il avait prêté 5 000 ducats d'or à l'archevêque de Brême Christophe de Brunswick-Wolfenbüttel. Cependant, celui-ci n'a rien fait pour rembourser ses dettes.
Pentz attaque les bénédictins de Harsefeld à deux reprises. Lors du premier raid le 5 janvier 1545, les moines s'enfuient, se défendant avec une grêle de pierres. C'était différent le 25 février 1546. Avec une centaine d'hommes, Pentz entre dans le monastère, le pille et l'incendie. Pentz ne peut pas prendre en otage l'archiabbé Arnold Bicker (de 1527 à 1548) parce qu'il est à Buxtehude. L'abbé entreprend la reconstruction et reçoit de multiples soutiens.
À partir de 1525, les lieux environnants rejoignent la Réforme, d'abord Stade, ensuite Buxtehude, Jork, Horneburg, Apensen et enfin en 1558 Himmelpforten. Lui et plus encore ses successeurs essaient de maintenir la communauté du monastère dans l'Église catholique ; ils acceptent également un grand nombre de jeunes hommes au noviciat, afin de les envoyer plus tard dans les écoles jésuites de Cologne et de Fulda. L'archiabbé de Luneberg Brummer (1575-1612) tente de faire revivre le rite romain. Néanmoins, en 1611, l'abbaye ne compte que sept membres qui mènent une vie plutôt charitable. En 1616, les moines abandonnent leurs habits.
De Prague en 1616 et 1617, l'empereur Matthias donne à deux abbés de la congrégation de Bursfelde l'ordre de visiter Harsefeld ; cependant, ceux-ci doivent abandonner leurs plans en raison de la résistance de Brême. À l'été 1624, les deux abbés de Hildesheim commencent la visite, qui doit cependant être interrompue en raison du manque de coopération entre l'archiabbé Paridon Korff (1618-1628) et son monastère. Une visite en 1625 de l'administrateur de Brême Johann Friedrich fait grincer les dents des moines malgré les références à leur exemption. Apparemment, les moines ont repris l'habit.
Au chapitre de religieux de Mayence, l'union de Bursfelde nomme l'abbé Friedrich Davensberg archiabbé de Harsefeld en 1628, qui, au cours de l'édit de Restitution, fait de grands efforts pour réformer et élever la convention : les moines peu disposés à réformer doivent quitter l'abbaye et sont forcés de quitter et remplacés par des conventuels de Cologne et Abdinghof. L'administrateur de Brême, Johann Friedrich, utilise le retrait des troupes impériales de Stade en raison de l'invasion des Suédois pour abolir le monastère, que les moines avaient abandonné, en 1632. Les bénédictins qui ont fui vers Cologne ont choisi Theoderich Pfingsthorn (1634–1639) comme abbé titulaire. Le dernier archiabbé de Harsefeld, Sébastien Bandex (1632 à 1648), qui avait été déplacé par les moines en 1628 et maintenant revenu en 1634, et la mort de l'archevêque repousse l'abolition. Bandex s'oppose aux tentatives de la congrégation de Bursfelde de ramener leurs représentants à l'abbaye de Harsfeld. 

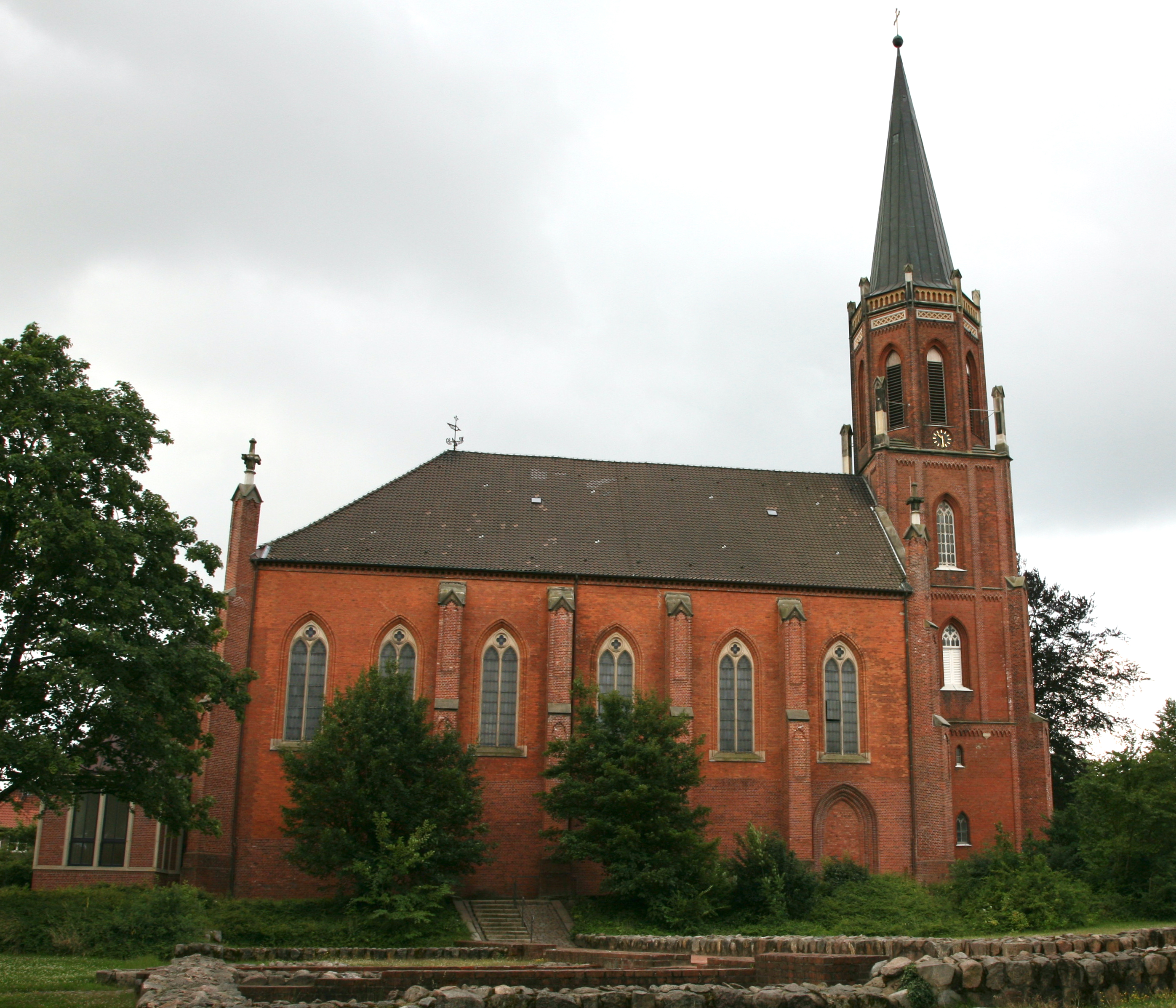
L'église Sainte-Marie et Saint-Barthélemy

En 1647, l'ère catholique est terminée. Avec les traités de Westphalie, le monastère bénédictin est dissous. En 1690, le dernier prêtre religieux quitte Harsefeld. En 1716, le monastère est décrit comme dans un état de délabrement. L'abbatiale devenait l'église paroissiale Sainte-Marie et Saint-Barthélemy (en allemand : Kirche St. Mariae und Bartholomaei) de l'Église protestante luthérienne du Pays de Hanovre. L'église est le dernier bâtiment de l'abbaye. L'ensemble de l'église fut entièrement rénovée entre 1856 et 1861. 
Les fondations des bâtiments du monastère sont fouillées entre 1981 et 1984 et transformées en parc. Le musée de Harsefeld, ouvert en 1986, autrefois utilisé comme palais de justice et registre, se dresse sur les fondations du monastère. Le musée offre également un aperçu de la vie antérieure de l'abbaye.
Au cours des fouilles archéologiques des années 1980, plusieurs tombes sont découvertes dans le cloître occidental, ce qui tend à interdire les mesures contre les morts-vivants présumés. Une tombe d'homme est ouverte par la suite, un gros rocher erratique avait été placé sur le corps. Avec cette pétrification, les morts-vivants devaient apparemment être détenus dans la tombe. Un autre enterrement a montré plusieurs actes apotropaïques : la dépouille avait probablement été attachée aux pieds et la mâchoire inférieure fixée avant les funérailles. Après quelques années, la tombe fut rouverte et le cercueil fut tourné une fois pour que le mort soit allongé sur le ventre. Ensuite, la tombe est scellée par une couche de briques au-dessus du cercueil. De plus, lors de travaux de construction à l'intérieur de l'église du monastère près de l'autel, le tombeau d'un abbé est découvert, dont les membres inférieurs étaient attachés et sécurisés avec un grand cadenas en fer.